# Calden
Calden is een gemeente in het district Kassel in
Hessen in Duitsland. Calden ligt aan de Uerdinger Linie, de zuidgrens  van het traditionele gebied van  het Nederduitse dialect Westfaals.
Calden telt 7.499 inwoners.

## Plaatsen in de gemeente Calden
- Ehrsten
- Fürstenwald
- Meimbressen
- Obermeiser
- Westuffeln

## Infrastructuur
Te Calden bevindt zich de luchthaven van Kassel. Deze stad ligt ten zuiden van  Calden.
Ahnatal · Bad Emstal · Bad Karlshafen · Baunatal · Breuna · Calden · Espenau · Fuldabrück · Fuldatal · Grebenstein · Habichtswald · Helsa · Hofgeismar · Immenhausen · Kaufungen · Liebenau · Lohfelden · Naumburg · Nieste ·  Niestetal ·  Reinhardshagen · Schauenburg · Söhrewald · Trendelburg · Vellmar · Wesertal · Wolfhagen · Zierenberg